# Рудницький Яків

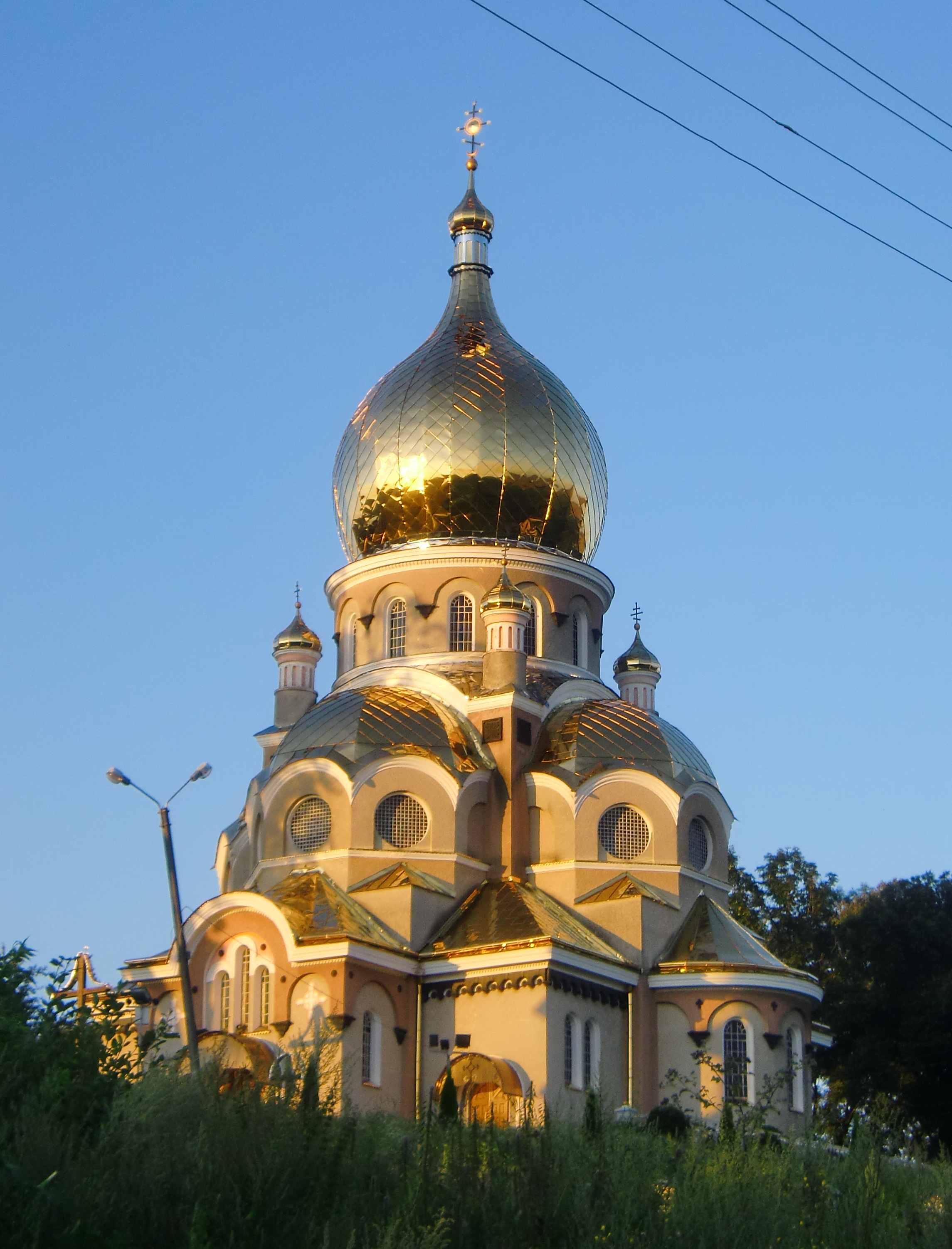
Церква в селі Тучапи, 1930

Яків Рудницький (1865 — після 1939) — український архітектор. Автор проєктів низки церков у Галичині. 

## Біографія
Народився 1865 року. 1910 року віднотовано, що проживав у Львові на вулиці Курковій, 4 (тепер вулиця Лисенка), 1924 року — на Кохановського, 62 (тепер Левицького). У своїх роботах застосовував модерністську трансформацію візантійських форм. Взяв участь у львівському конкурсі типових проєктів греко-католицьких церков у візантійському стилі 1902 року. Робота не здобула приових місць, але була відзначена журі. 1909 року на виставці релігійного мистецтва у Львові експонував проєкти церков для сіл Тучапи (Городоцький район), Поляни і Залуччя. Того ж року роботи Рудницького експонувались на Першій хліборобській виставці у Стрию.
Від 1926 року працював у Перемишлі вчителем у чоловічій фахово-доповнюючій школі. Викладав рисунок, технологію дерева, фізику, хімію, товарознавство, рахунки. У Перемишлі проживав на вулиці Смольки, 11. Член львівського Товариства уповноважених будівничих. Помер після 1939 року. Час і місце смерті не відомі.

## Роботи
- Ґрунтовна перебудова кам'яниці Ставропігійського інституту на вулиці Федорова, 9, виконана на початку XX ст. спільно з Іваном Левинським.[10]
- Проєкт церкви у формах переосмисленого народного дерев'яного будівництва для села Залуччя. 1909 року експонувався на виставці релігійного мистецтва у Львові.[6]
- Проєкт церкви у модернізованому візантійському стилі для села Поляни. 1909 року експонувався на виставці релігійного мистецтва у Львові.[6]
- Керівництво спорудженням церкви в Новому Виткові у 1904—1910 роках. Проєкт Василя Нагірного.[11]
- Церква в селі Ветлина. Проєкт створений ще перед Першою світовою війною.[12]
- Нереалізований проєкт відбудови пошкодженої війною мурованої церкви в Комарному (1923).[13]
- Церква в селі Вербіж Миколаївського району. Будівництво тривало у 1914—1918 і 1922—1928 роках. Існував також нереалізований проєкт огорожі.[14]
- Нереалізований проєкт дерев'яної церкви для села Ісаї (1928).[15]
- Церква в смт Лопатин Радехівського району (1928).[16]
- Проєкт, за яким 1930 року реконструйовано церкву в Лучицях Сокальського району.[17]
- Проєкт дерев'яної церкви для села Лінина Мала (1930, співавтор Александр Менкевич, село тепер не існує).[18]
- Церква в селі Тучапи Городоцького району (1930).[19] Збудована у модернізованих візантійських формах. Проєкт експонувався 1909 року на виставці релігійного мистецтва у Львові.[6]
- Церква святого Миколая в селі Чернилява Яворівського району. Проєкт згадується вже 1927 року.[20] Збудована у 1932-му.[21]
- Проєкт церкви у Бикові Мостиського району. Двічі відхилявся владою у 1928 і 1935 роках. 1936 року перероблений Євгеном Нагірним і реалізований.[22]